# أرنو بروجوز دافي
أرنو بروجوز دافي (بالإسبانية: Arnau Brugués Davi)‏ مواليد 5 مارس 1985 في إسبانيا، هو لاعب كرة مضرب إسباني بدأ مسيرته كمحترف سنة 2003 يلعب باليد اليسرى. أعلى مركز له في تصنيف رابطة محترفي كرة المضرب في الفردي كان المركز الـ 135 في سنة 2011. أعلى تصنيف له في الزوجي كان المركز الـ 271 في سنة 2011.

## روابط خارجية
- أرنو بروجوز دافي على موقع رابطة محترفي التنس (الإنجليزية)
- أرنو بروجوز دافي على موقع الاتحاد الدولي لكرة المضرب (الإنجليزية)
- أرنو بروجوز دافي على موقع خلاصة التنس.كوم (الإنجليزية)